# Christoph Corner

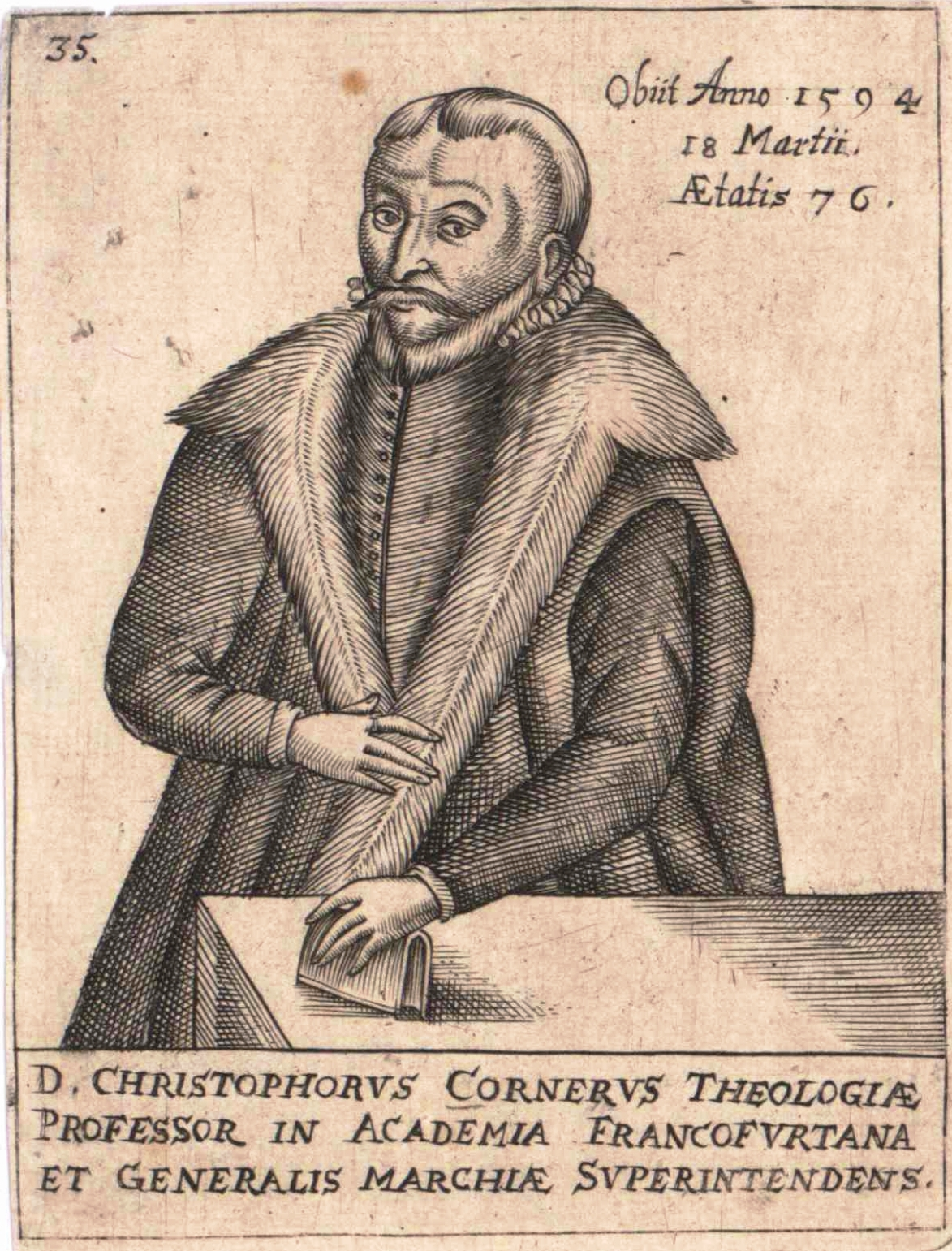
Christophorus Corner

Christoph Corner (auch Korner oder Körner, latinisiert Cornerus; * 1518 in Buchen (Odenwald); † 14. April 1594 in Frankfurt (Oder)) war ein deutscher Universitätsprofessor und Generalsuperintendent.

## Leben
Christoph Corner kam im Alter von 15 Jahren an die Universität Frankfurt an der Oder, erhielt hier 1537 den Magistertitel und bald danach eine Professur in der philosophischen Fakultät. 1560 wurde er Nachfolger von Georg Sabinus als Professor der Beredsamkeit. 1573 zum Professor der Theologie ernannt, nahm er mit Andreas Musculus 1576 in Torgau und ein Jahr später in Kloster Berge an den Verhandlungen zur Abfassung der Konkordienformel teil. Nach dem Tod von Musculus (1581) wurde Corner Generalsuperintendent der Mark Brandenburg.
Sein gleichnamiger Sohn wurde einige Monate nach dem Tod des Vaters wegen „grober Vergehen“ mit dem Schwert hingerichtet.
Von Corners theologischen Werken hatte ein Kommentar zu den Psalmen, sowohl lateinisch als auch deutsch veröffentlicht, die größte Resonanz.

## Ehrungen
In seinem Geburtsort Buchen (Odenwald) wurde im Neubaugebiet Marienhöhe der Christoph-Corner-Weg nach ihm benannt.

## Schriften (Auswahl)
- Studentes, Comoedia de vita studiosorum, nunc primum in lucem edita authore M. Christophoro Stummelio F. Carmen de iudicio Paridis. Addita est praefatio Jodoci Willichii et epilogus a M. Christophoro Cornero, Excudebat Johannes Eichorn, Frankfurt an der Oder, 1550. (Digitalisat)